# Борсук
Борсу́к, харсун, язвець (Meles) — рід ссавців родини мустелових (Mustelidae).

## Таксономія й етимологія
Найближчим родичем роду борсук є теледу (Arctonyx).
Систематику борсуків постійно переглядають. Зараз фахівці схильні колишній «великий» і єдиний у своєму роді вид «борсук звичайний» розподіляти на 4 сучасні види:
- Борсук європейський (Meles meles),
- Борсук азійський (Meles leucurus),
- Борсук японський (Meles anakuma),
- Meles canescens — борсук кавказький.

Етимологія: наукова назва Meles є назвою борсука на латині. Українська назва борсук (з фонетичними варіантами борсюк, бурсюк, бурзюк) — очевидно давньоруське запозичення з тюркських мов. Назва харсун неясного походження; це може бути експресивна видозміна первісного борсук; не виключений також зв'язок із праслов'янським хар- — «скребти, дерти», як назва тварини, що риє нори. Також зафіксована давня назва язвець від праслов'янського язва — «тріщина, діра», і ямник — теж із огляду на життя в норі.

## Морфологічна характеристика
Довжина голови й тулуба 560—900 мм, довжина хвоста 115—202 мм, вага зазвичай 10–16 кг, однак старі самці сягаю 30 кг пізньої осені. Верх тіла сіруватий (чи сіро-коричневий у M. anakuma), нижні частини тіла і кінцівки чорні. Є дві темні лицеві смуги, що простягаються від кінчика носа до очей і вище. Тіло огрядне, а кінцівки та хвіст короткі.

## Поширення й екологія
Борсуки живуть у Європі (у тому числі Британські й Середземноморські острови) й Азії (середня смуга від Туреччини до Японії). Населяє ліси й місцевості з густою рослинністю. Їх нерідко можна зустріти і в населених пунктах, іноді навіть на околицях міських поселень. Всеїдна дієта включає: малих ссавців, птахів, плазунів, жаб, молюсків, комах у різних стадіях, черви, стерво, горіхи, жолуді, ягоди, фрукти, насіння, бульби, кореневища, гриби. Крім людини, у дорослих борсуків немає природних ворогів. Проте вовки, здичавілі пси, рисі, росомахи та ведмеді іноді можуть бути хижаками, особливо щодо молодших борсуків.

## Спосіб життя
Вони в основному активні в сутінках і вночі. Зазвичай живуть у комунальних самостійно виритих розгалужених норах з кількома виходами й кількома камерами. Нори використовуються як для проживання вдень, так і для вирощування молоді. Борсуки живуть сімейними групами, які зазвичай складаються з однієї або кількох самок з потомством до двох років поспіль.
Самці і самки спарюються з кількома партнерами протягом року. Дітонародження зазвичай відбувається у другій половині зими чи на початку весни (за рахунок відстроченої імплантації). Вагітність триває від 9 до 12 місяців. Народжується 1–4(6) дитинчат. Дитинчата виходять зі свого лігва приблизно через 8–10 тижнів після народження. Вигодовуються молоком 1–2.5 місяця. Самці й самиці досягають статевої зрілості через рік чи два після народження.
Тривалість життя у природі — 6 років. У неволі борсуки можуть дожити до 19 років. Смертність дитинчат протягом першого року життя висока.

## Еволюція
Лінія Meles, схоже, розвивалася в лісах помірного клімату Азії. Можливо, борсуки походять із пліоценового роду Melodon Zdansky в Китаї. Найдавнішими відомими представниками Meles є пізньопліоценовий M. chiai Teilhard de Chardin з Китаю та M. thorali Viret з Франції. M. chiai за морфологією зубів нагадує M. leucurus, а M. thorali має змішану морфологію, але ближчий до M. meles. Meles iberica Arribas et Garrido з пліоплейстоцену Іспанії та M. dimitrius Koufos із раннього плейстоцену Греції виявляються схожими (ймовірно, підвиди) до M. thorali, оскільки присутні Pm1, Pm2 великий і М1 із зовнішньою виїмкою. Meles hollitzeri Rabeder із ранньоплейстоценових відкладів Центральної Європи (Австрія, Німеччина) вже мав характерні для M. meles ознаки (наявність Pm1, великого Pm2, meles-морфотипи Pm4 та М1). Meles мав широке палеарктичне розповсюдження протягом пізнього пліоцену. Палеонтологічні дані підтверджують, що Meles досяг Піренейського півострова до початку льодовиково-міжльодовикових циклів у північній півкулі (близько 2.6 млн років). Наприкінці пліоцену — в ранньому плейстоцені ця Meles мав розділитися на дві лінії: західну чи європейську (meles-canescens), і східну чи азійську (leucurus-anakuma) між 2.87 і 0.55 Ma, ≈ 1.8 Ma через палеокліматичні зміни. Західна лінія еволюціонувала через M. thorali (включаючи M. iberica) до M. hollitzeri, а потім до M. meles і M. canescens. Східна ж лінія еволюціонувала до M. leucurus і M. anakuma. Згідно з даними mtDNA M. canescens і M. meles розділилися 2.37–0.45 Ma, а M. anakuma й M. leucurus — 1.09–0.21 Ma. Таке відокремлення могло бути наслідком гірських зледенінь, розширення Каспійського моря та інших ландшафтних змін протягом льодовикових епох, а також інших палеокліматичних факторів.

## Галерея
- Парування борсука в Болгарії
- Борсук збирає підстилковий матеріал

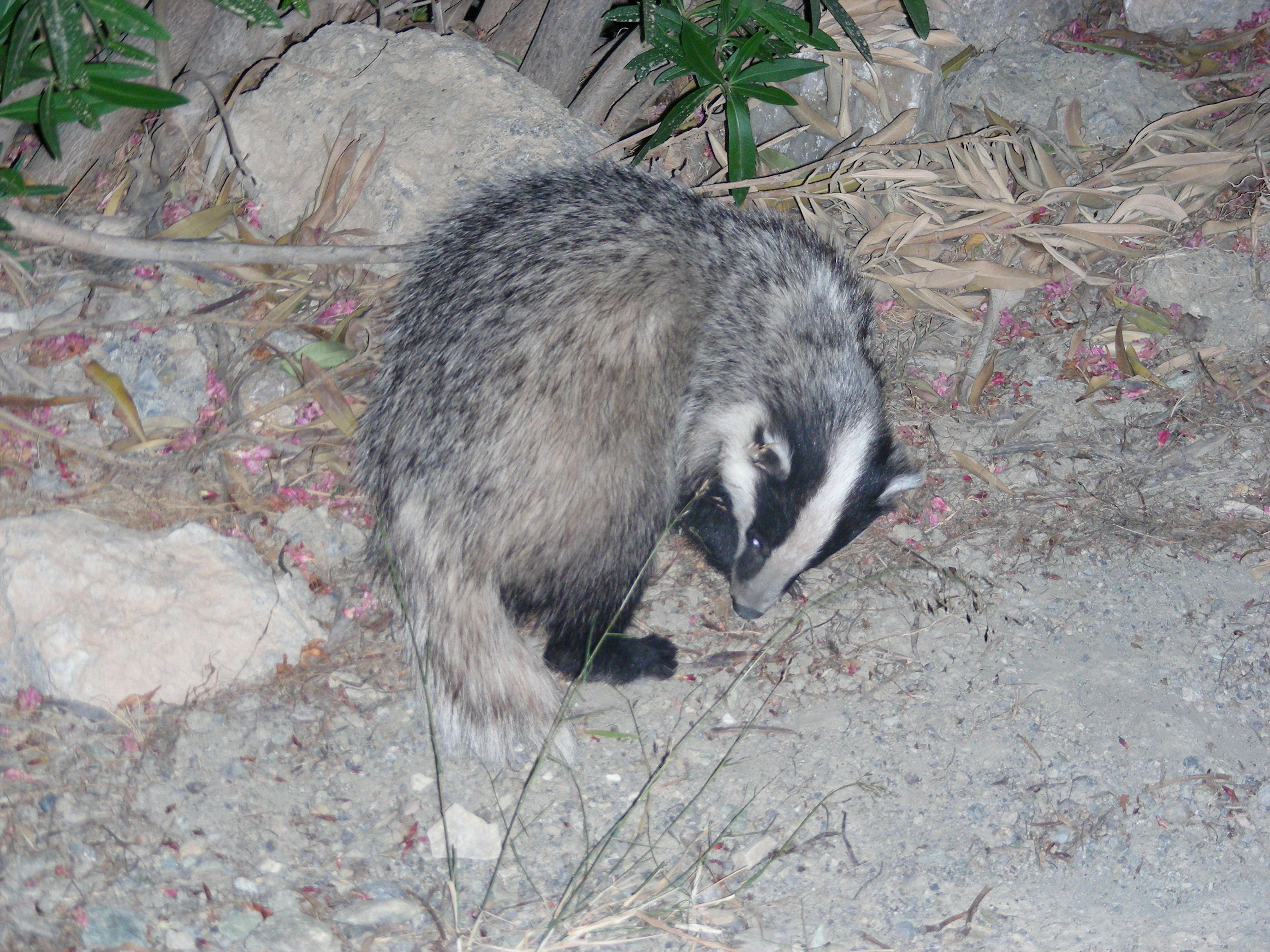
Борсук з о. Крит — Meles canescens
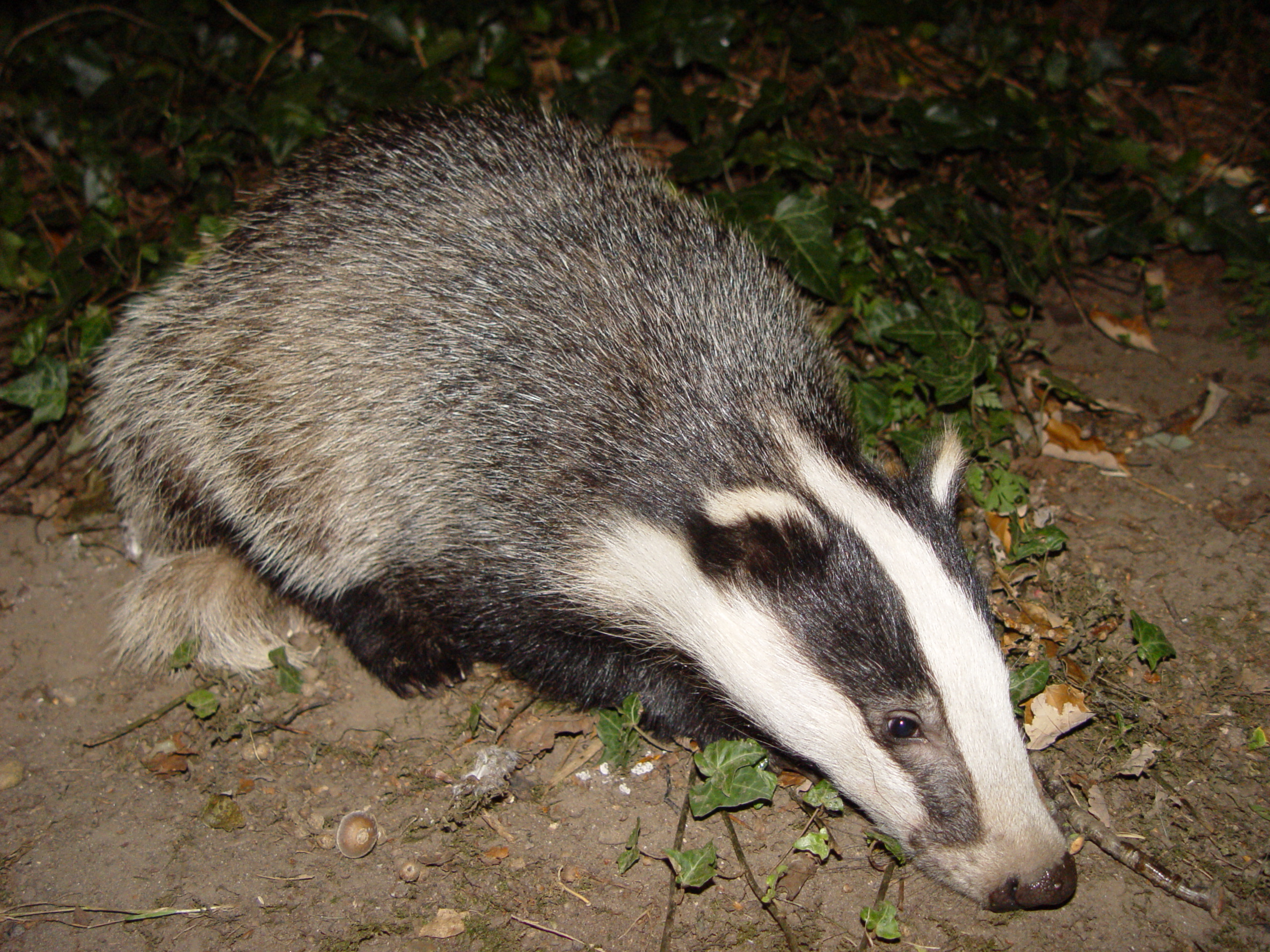
Борсук з Великої Британії — Meles meles
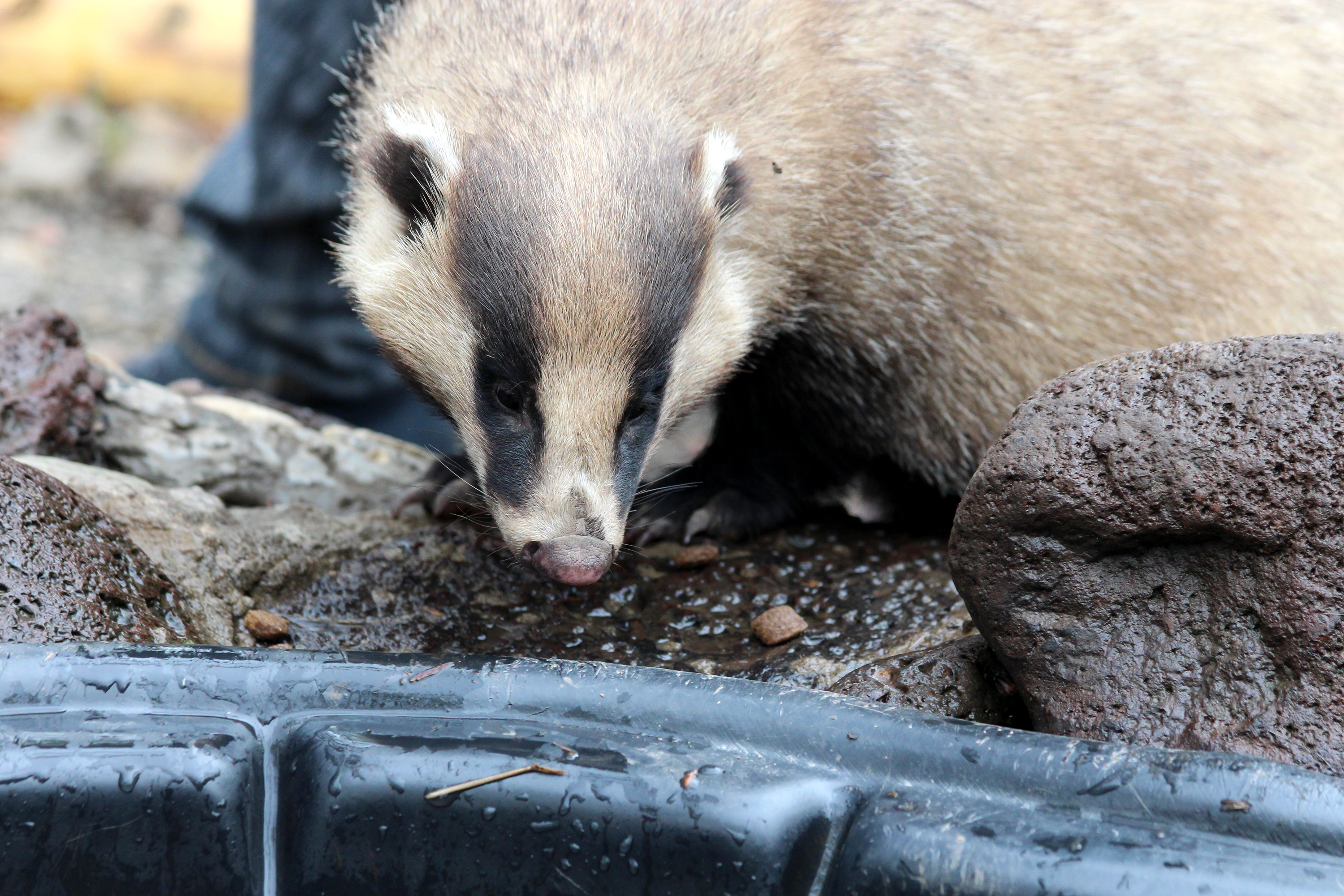
Борсук азійський — Meles leucurus
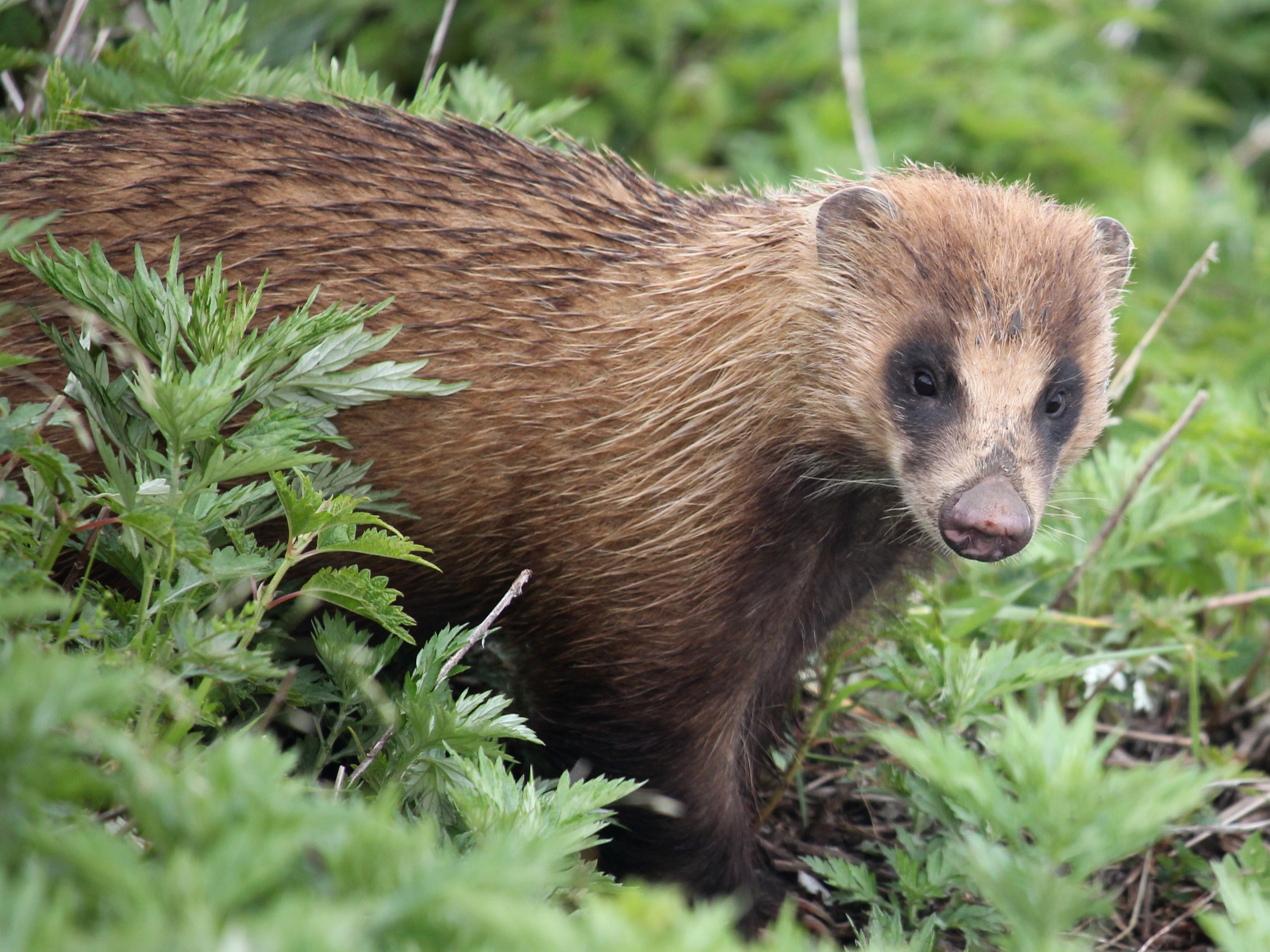
Борсук з г. Ібукі, о. Хонсю, Японія — Meles anakuma